# Быть Джоном Малковичем
«Быть Джо́ном Ма́лковичем» (англ. Being John Malkovich) — американский фантастический комедийный фильм 1999 года, дебют режиссёра Спайка Джонза и сценариста Чарли Кауфмана. В фильме снялись Джон Кьюсак, Камерон Диас и Кэтрин Кинер, а Джон Малкович сыграл сатирическую версию самого себя. Кьюсак играет кукловода, который находит портал, ведущий в сознание Малковича.
Фильм получил широкое признание критиков и был номинирован в трех категориях на 72-ю премию «Оскар»: лучший режиссёр, оригинальный сценарий и актриса второго плана для Кинер.

## Сюжет
Актёр-кукольник Крег Шварц (Джон Кьюсак) не может своим искусством прокормить семью и вынужден устроиться на работу. Его жена Лотти (Камерон Диас) не разделяет его увлечения кукольным театром, он — не разделяет её увлечение животными, которые просто заполонили их и без того маленькую квартирку.
Новое место работы Крега — весьма странное, оно находится на 7½ этаже и там нельзя выпрямиться в полный рост. Зато за одним из шкафов есть маленькая дверца, ведущая не куда-нибудь, а непосредственно в тело известного актёра Джона Малковича. Крег и его предприимчивая коллега Максин (Кэтрин Кинер) организуют предприятие: всего за 200 долларов каждый желающий может оказаться на 15 минут в теле самого Малковича. Но Крег влюбляется в яркую и независимую Максин, столь непохожую на его жену, а та не обращает на него никакого внимания.
Оказывается, что Лотти также влюбляется в Максин, и та отвечает ей взаимностью, но лишь при условии, что Лотти находится в теле Малковича, потому что Максин заинтересована в Джоне Малковиче, особенно, если в нём в данный момент кто-то ещё. Крег не выдерживает, запирает жену в клетке с шимпанзе и во время очередного свидания Максин и Джона Малковича занимает место в последнем.
Тут уже не выдерживает сам Малкович, которому надоело чувствовать себя марионеткой. Он сам заходит в таинственную дверцу и оказывается в совершенно невообразимом месте, заполненном толпами Джонов Малковичей. В придачу, есть группа весьма пожилых людей во главе с боссом Крега (Орсон Бин), намеревающихся жить вечно путём переселения опять же в тело Джона Малковича.

## В ролях
| Актёр           | Роль                              |
| --------------- | --------------------------------- |
| Джон Кьюсак     | Крейг Шварц кукольник             |
| Камерон Диас    | Лотти Шварц жена Крейга           |
| Кэтрин Кинер    | Максин Лунд коллега Крейга        |
| Джон Малкович   | Джон Горацио Малкович             |
| Орсон Бин       | доктор Лестер босс Крейга         |
| Мэри Кей Плейс  | Флорис младший администратор      |
| Нед Беллами     | Дерек Мантини                     |
| Чарли Шин       | камео                             |
| Октавия Спенсер | женщина в лифте                   |
| Карлос Джекотт  | Ларри агент                       |
| Уилли Гарсон    | мужчина в ресторане               |
| Эрик Вайнштейн  | отец у уличного кукольного театра |
| Мэдисон Лэнк    | дочь у уличного театра            |

## Создание
Сценарий Чарли Кауфмана с 1994 года не мог найти продюсера, готового профинансировать столь рискованный проект. Кауфману предлагали переделать сценарий в нечто более коммерческое вроде «Быть Томом Крузом», исходя из недостаточной популярности Малковича. Однако сценариста привлекала именно фигура Малковича как одного из самых загадочных актёров Америки, более того, Кауфман даже не побоялся обыграть сам факт непопулярности Малковича, в сцене, где Крег впервые попадает в тело Малковича, тот находится в такси, таксист, узнавший актёра, пытается вспомнить хотя бы один фильм с участием Малковича и называет фильм «про ограбление», в котором Малкович в действительности никогда не снимался. Позже Крег объясняя жене Лотти про дверцу за шкафом и коридор в тело Малковича, натыкается на недоуменный вопрос Максин: «Кто такой Малкович? Где он снимался?» На что Крег отвечает: «Он известный актёр, он снимался во многих фильмах, например… в фильме „про ограбление“».
Помощь в создании фильма оказал тесть режиссёра — Фрэнсис Форд Коппола; он лично убедил Малковича принять участие в съёмках.

## Саундтрек
Музыку к фильму написал Картер Бёрвелл. В фильм также вошли «Аллегро» из Музыки для струнных, ударных и челесты Белы Бартока в исполнении Кливлендского оркестра и песня Бьорк «Amphibian» в двух вариациях.
В 1999 году саундтрек выпустили различные лейблы. Обложки всех изданий различаются. В таблице приведён список основных из них и территорий распространения.
| №   | Название                                                          | Длительность |
| --- | ----------------------------------------------------------------- | ------------ |
| 1.  | «Amphibian (Mark Bell Mix)»                                       | 2:47         |
| 2.  | «Malkovich Masterpiece Remix»                                     | 2:22         |
| 3.  | «Puppet Love»                                                     | 2:02         |
| 4.  | «Momentary Introspection»                                         | 1:07         |
| 5.  | «You Should Know»                                                 | 0:34         |
| 6.  | «Craig Plots»                                                     | 3:40         |
| 7.  | «Malkovich Shrine»                                                | 0:45         |
| 8.  | «Embarcation»                                                     | 1:46         |
| 9.  | «Subcon Chase»                                                    | 2:03         |
| 10. | «The Truth»                                                       | 1:21         |
| 11. | «Love on the Phone»                                               | 0:46         |
| 12. | «To Lester’s»                                                     | 0:26         |
| 13. | «Maxine Kidnapped»                                                | 1:15         |
| 14. | «To Be John M»                                                    | 1:59         |
| 15. | «Craig’s Overture»                                                | 1:00         |
| 16. | ««Allegro» from Music for Strings, Percussion and Celeste, SZ106» | 7:21         |
| 17. | «Carter Explains Scene 71 to the Orchestra»                       | 0:29         |
| 18. | «Lotte Makes Love»                                                | 1:28         |
| 19. | «Monkey Memories»                                                 | 1:32         |
| 20. | «Future Vessel»                                                   | 3:40         |
| 21. | «Amphibian (Film Mix)»                                            | 4:37         |

| Страна    | Лейбл                  | Номер в каталоге       |
| --------- | ---------------------- | ---------------------- |
| Австралия | Virgin                 | CDRP 569               |
| США       | Astralwerks Source     | ASW 48768 724384876821 |
| Европа    | Source                 | 724384876401           |
| Япония    | Virgin Toshiba EMI Ltd | VJCP-68238 VJCP-68238  |

## Реакция
На сайте Rotten Tomatoes фильм имеет рейтинг одобрения 94 % на основе 134 рецензий со средней оценкой 8,2 из 10. Консенсус критиков сайта гласит: «Умный, смешной и очень оригинальный, „Быть Джоном Малковичем“ поддерживает свою дикую идею умелой режиссурой и звездным актерским составом». На Metacritic фильм получил средневзвешенный балл 90 из 100 на основе 36 отзывов критиков, что свидетельствует о «всеобщем признании». Зрители, опрошенные CinemaScore, поставили фильму среднюю оценку «C» по шкале от A+ до F.
Кинокритика приняла его с большим энтузиазмом. В частности, Джим Хоберман в своей рецензии отметил многослойность кинопритчи: «Это тематический парк для любителей потеоретизировать… Фильм об актёрской игре, точнее — об актёрской игре наоборот». Сходные мысли высказал и Андрей Плахов: «При желании этот сюжет-метафору можно трактовать как утверждение многогранности актёрской натуры, в которой словно бы содержится множество разных людей».

## Награды и номинации

### Награды
- 1999 — премия Национального общество кинокритиков США за лучший фильм[7].
- 2000 — премии «Сатурн» за лучший фэнтези-фильм и лучший сценарий (Чарли Кауфман).
- 2000 — премия BAFTA за лучший оригинальный сценарий (Чарли Кауфман).
- 2000 — премии «Независимый дух» за лучший дебютный фильм и лучший дебютный сценарий (Чарли Кауфман).
- 2000 — премия «MTV Movie Awards» лучшему новичку в кинематографе (Спайк Джонз).
- 2000 — «Специальное упоминание» и «приз ФИПРЕССИ» (с формулировкой «За остроумно написанную абсурдистскую сатиру на привлекательность славы, снятую с огромным талантом») на Венецианском кинофестивале.

### Номинации
- 2000 — 3 номинации на премию «Оскар»: за режиссуру (Спайк Джонз), сценарий (Чарли Кауфман) и женскую роль второго плана (Кэтрин Кинер).
- 2000 — номинация на премию «Сатурн» лучшей актрисе (Кэтрин Кинер).
- 2000 — номинации на премию BAFTA за монтаж (Эрик Зумбруннен) и женскую роль второго плана (Камерон Диас).
- 2001 — номинация на премию «Бодиль» за лучший американский фильм (Спайк Джонз).
- 2000 — номинация на премию «Сезар» за лучший иностранный фильм (Спайк Джонз).
- 2000 — 4 номинации на премию «Золотой глобус»: за лучшую комедию/мюзикл, сценарий (Чарли Кауфман) и женскую роль второго плана (Кэтрин Кинер и Камерон Диас).
- 2000 — номинация на премию «Хьюго» за лучшую постановку.
- 2000 — номинация на премию «Независимый дух» за лучшую мужскую роль (Джон Кьюсак).
- 2001 — номинация на премию «Небьюла» за лучший сценарий (Чарли Кауфман).